# Officium
Officium (мн.ч. officia – тържествени) е латински израз (омоним) с различни значения в практиката на Древен Рим.
Изразява чувството на дълг на онези, избрали и избрани да преминат по пътя на честта и впоследствие при заслуги и по пътя на славата, и е синоним на „гражданственост“, „учтивост“, „церемониалност“ и т.н., примерно при триумф или овация.
Officium изразява като израз смисъла на „публичната служба“ или службата в обществен интерес като разбиране и съзнание в древноримското общество. Оттук семантично е преминал и в съвременните езици, вкл. в български, като тъждествен на думата – официален. Всеки Officium е имал право на помощници, както днес при различните правни системи, примерно Президентът на България се подпомага от президентска администрация, а другаде – примерно държавния департамент (като офис, етим. от Officium) подпомага президента на САЩ при провеждането и осъществяването на външната политика на страната и т.н.